# Santana (freguesia)
Santana est une freguesia portugaise située dans la ville de Santana, dans la région autonome de Madère.

## Sites remarquables
Santana compte de nombreux sites remarquablesː
- Rocha do Navio, le littoral est classé réserve naturelle
- Casa das Quelmadas, est le site de départ des randonnées le long de la Levada do Calderão Verde
- Le Parc Thématique de Madère